# 배트보이

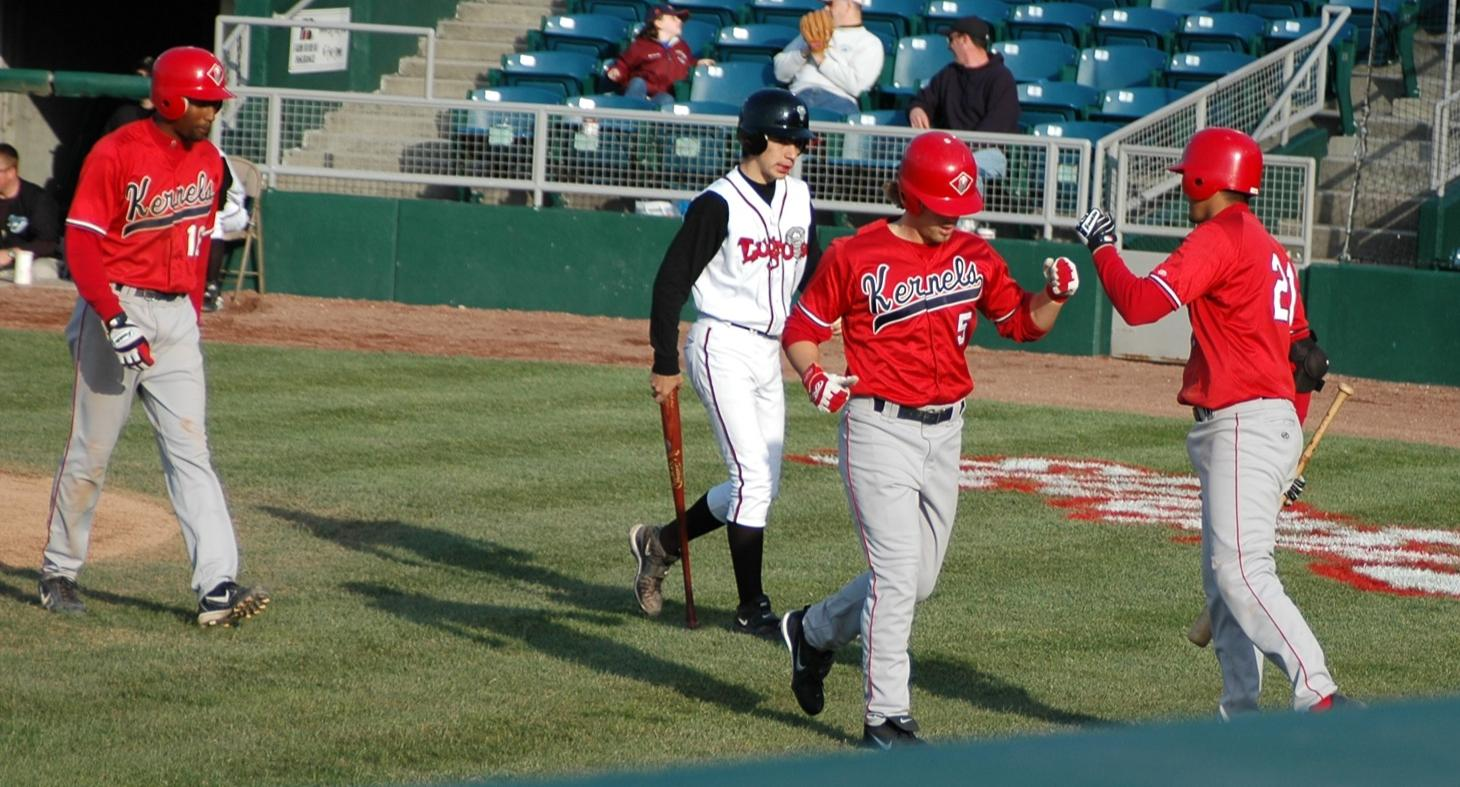

야구에서 배트보이(batboy) 또는 배트걸(batgirl)은 야구팀의 선수에게 야구방망이를 전달하는 사람이다. 배트보이의 의무에는 선수의 장비를 관리하고 준비하고 경기 중 심판에게 야구공을 가져다주는 역할을 포함할 수도 있다. 경기 중에 배트보이는 팀의 덕아웃, 그리고 홈플레이트 주변 지대 주변이나 안에 위치한다.